# Seriphidium rhodanthum
Seriphidium rhodanthum là một loài thực vật có hoa trong họ Cúc. Loài này được (Rupr.) Poljakov miêu tả khoa học đầu tiên năm 1961.